# Etlingera pavieana
Etlingera pavieana är en enhjärtbladig växtart som först beskrevs av Jean Baptiste Louis Pierre och François Gagnepain, och fick sitt nu gällande namn av Rosemary Margaret Smith. Etlingera pavieana ingår i släktet Etlingera och familjen Zingiberaceae. Inga underarter finns listade i Catalogue of Life.